# Upton (północ Hampshire)
Upton – osada w Anglii, w hrabstwie Hampshire, w dystrykcie Test Valley. Leży 28 km na północ od miasta Winchester i 97 km na zachód od Londynu.